# فارس الخالدي
فارس الخالدي هو ممثل سعودي ولد في المنطقة الشرقية عام 1973.، شارك في العديد من الأعمال السعودية والخليجية.

## أعماله
- خزنة
- حامض حلو
- أهل الديرة
- بعضنا كذا
- طاش ما طاش 9
- وعاد قلبي إلى هناك
- طاش ما طاش 11
- طاش ما طاش 12
- أبو العصافير
- مجاديف الأمل
- طاش ما طاش 13
- طاش ما طاش 14
- بيوت نادمة
- كلنا عيال قرية
- حارتنا حلوة
- طاش ما طاش 16
- شعبان في رمضان
- بيت صالح السكراب
- الخادمة
- طاش ما طاش 18
- لولو مرجان 12
- مسرحية يبيلة
- حصاد الزمن
- حزاوينا خليجية
- من أجلها
- كسر الشموع
- سناب شاف
- قلوب بيضاء
- عناقيد
- سوق الدماء
- سريع سريع
- بنات الملاكمة
- كنا أمس
- كحل أبيض
- عندما يكتمل القمر. - الجزء الثاني

## وصلات خارجية
- فارس الخالدي على موقع قاعدة بيانات الأفلام العربية